# Складна черепаха зубчата
Склáдна черепаха зубчата (Pelusios sinuatus) — вид черепах з роду Складні черепахи родини Пеломедузові черепахи.

## Опис
Загальна довжина карапаксу коливається від 30 до 46,5 см. Спостерігається статевий диморфізм: самиці більші за самців. Голова велика. Верхня щелепа роздвоєна, її ростральні кінці виступають уперед. Ніс трохи втоплено. На підборідді є 2 вусика. Карапакс твердий, куполоподібний з шарніром між грудним і черевними щитками. Таким чином черепаха може закривати карапакс і пластрон, щоб захистити голову. У самців карапакс більш плаский, ніж у самиць. Карапакс має різкий зубчастий край. Уздовж хребта йдуть 3 кіля, які особливо добре видно у молодих особин. Звідси походить назва цієї черепахи. Пластрон великий. Задні кінцівки мають ребристість, на пальцях по 5 кігтів.
Голова різнобарвна: червонувато—сіра і жовтувато—сіра або коричнева і зелена. Карапакс чорного кольору, пластрон також темний, але з жовтою серединою.

## Спосіб життя
Полюбляє постійні водойми від прибережних рівнин до високогірних саван. Зустрічається на висоті до 1500 м на рівнем моря. Часто засмагає на мілині. Харчується комахами, ракоподібними, молюсками, хробаками, рибою, земноводними, падлом.
У квітні—липні самиця відкладає від 7 до 25 яєць.

## Розповсюдження
Мешкає в Африці: від півдня Сомалі та Ефіопії уздовж східного узбережжя континенту до Зулуїда, Трансваля і Наталя (Південно-Африканська Республіка) і на захід до о. Танганьіка і водоспаду Вікторія.